# Hongwu
Zhu Yuanzhang (cinese: 朱元璋T, Zhū YuánzhāngP; Fengyang, 29 ottobre 1328 – Nanchino, 24 giugno 1398) è stato imperatore della Cina dal 23 gennaio 1368 al 24 giugno 1398.
Viene indicato principalmente col nome di regno di Hongwu (洪武帝T, HóngwǔP, Hung-wooW) e fu il primo della dinastia Ming, durata circa tre secoli.

## Le origini
Zhu Yuanzhang nacque il 29 ottobre 1328, figlio di un povero bracciante dello Anhui settentrionale, una provincia del basso Fiume azzurro. All'età di sedici anni, nel 1344, assisté alla devastazione del suo villaggio da parte della carestia, seguita da un'invasione di cavallette ed infine della peste, che uccise i suoi genitori. Egli seppellì i genitori in un campo agricolo, non essendo in grado di dare loro una vera tomba, si tonsurò ed entrò in un convento buddhista, divenendo un monaco mendicante, benché non ne condividesse appieno le idee. Intorno al 1350 entrò a far parte di un gruppo di ribelli. Grazie a questo si incrociò con un movimento rivoluzionario, quello dei cosiddetti Turbanti Rossi, unendosi a loro nel 1352 e rinunciando ai voti da monaco.

## Avviamento per la carica di imperatore
Le rivolte contadine e religiose contro la dinastia mongola Yuan erano già incominciate dal 1350, a causa del declino che si era venuto a creare per diversi motivi, ma in particolare a causa della corruzione dell'impero, per le inondazioni del Fiume Giallo e per le carestie, dal 1320, sempre più frequenti. Per la sua situazione di povertà anche Zhu Yuanzhang prese parte a queste rivolte. Dopo aver acquisito prestigio grazie alle sue abilità di stratega militare, nel 1356 prese Nanjing e occupò nel 1359 Nanchino. Nel 1368, conquistò Pechino, dove si proclamò imperatore, col titolo di regno di Hongwu, che significa "grandezza militare". Divenuto imperatore, scacciò gli Yuan, che si rifugiarono nelle steppe della Mongolia, e diede inizio alla dinastia Ming.

## Politica da imperatore
Divenuto imperatore, spostò, prima di tutto, la capitale a Nanchino, che dotò di mura. Subito dopo investì tutte le risorse che possedeva per attuare una ristrutturazione del sistemo agricolo. Questa consisteva in tre punti sostanziali:
- la rimessa in funzione dei canali e delle opere irrigue
- la sistemazione del corso del Fiume Giallo
- l'aumento di attività destinate alla gelsicoltura

Si impegnò attivamente nella difesa dei contadini e in loro favore. Come primo passo confiscò la terra ai ricchi e la ridistribuì ai contadini. Nonostante ciò, dovette aumentare la pressione fiscale su di loro. Hongwu ebbe sempre il punto di dare spazio all'agricoltura, trascurando la manifattura ed il commercio, perciò la società durante il suo dominio fu di tipo rurale.
Un altro punto della sua politica fu dedicato all'abolizione di tutte le religioni preesistenti, per far sì che la religione dell'impero fosse il confucianesimo, poiché era la religione che si prestava meglio alla sottomissione all'imperatore. Infatti, questa, esaltava l'obbedienza.
In seguito, Hongwu riportò in vigore il sistema degli esami, organo assai efficiente per la nomina delle cariche più importanti.
Nel periodo poco anteriore alla sua morte, Hongwu si fidò sempre meno dei suoi funzionari, che, ormai diventati dispotici, giustiziarono e arrestarono migliaia di oppositori. Zhu Yuanzhang morì il 24 giugno 1398 all'età di 70 anni.